# Chiede
Chiede é uma vila e comuna angolana que se localiza na província do Cunene, pertencente ao município de Namacunde.